# Bačkov (Havlíčkův Brod-i járás)
Bačkov település Csehországban, a Havlíčkův Brod-i járásban. Bačkov Tis és Habry településekkel határos. Lakosainak száma 118 fő (2024. január 1.).

## Népesség
A település lakosságának változását az alábbi diagram mutatja:
| Lakosok száma | 235  | 243  | 272  | 130  | 176  | 126  | 122  | 123  | 121  | 118  |
|               | 1869 | 1900 | 1921 | 1961 | 1980 | 2011 | 2016 | 2019 | 2021 | 2024 |